# Condat-en-Combraille
Condat-en-Combraille é uma comuna francesa na região administrativa de Auvérnia-Ródano-Alpes, no departamento Puy-de-Dôme. Estende-se por uma área de 45,62 km². Em 2010 a comuna tinha 424 habitantes (densidade: 9,3 hab./km²).